# Torneo del Interior A 2013
El Torneo del Interior de 2013 - Zona Campeonato (también conocido como "Torneo del Interior A" o "Top 16") fue la duodécima edición del torneo organizado por la Unión Argentina de Rugby que reúne a los mejores clubes de todas las uniones provinciales de la Argentina, excluyendo a la Unión de Rugby de Buenos Aires. Se llevó a cabo entre el 7 de septiembre y el 14 de octubre de 2013.
Duendes de Rosario derrotó 36-6 en la final a Tala de Córdoba, obteniendo así su cuarto título (los otros en 2003, 2009 y 2012) y el segundo de forma consecutiva, convirtiéndose en el club más ganador en la historia del torneo. Se destacó también la participación de Santiago Lawn Tennis Club, primer club de la Provincia de Santiago del Estero en clasificar al Torneo del Interior bajo el formato actual y que consiguió  ganar la llave por el 9.º para clasificar al Nacional de Clubes. El último club santiagueño en disputar el torneo también había sido Santiago Lawn Tennis, clasificando a la edición inaugural de 1998, cuando participaban 43 equipos provenientes de todas las uniones provinciales.
A través de este torneo, la Unión Argentina de Rugby otorgó nueve plazas para la edición 2014 del Torneo Nacional de Clubes, competición que se reanudó tras disputarse por última vez en 2011 y que tendría un formato renovado, con los mejores clubes del interior clasificando de forma directa al Nacional, el cual se disputaría en paralelo al Torneo del Interior.

## Equipos participantes
Participaron del torneo 16 clubes, los cuales clasificaron de acuerdo a su desempeño en los distintos torneos regionales: 6 del Torneo Regional del NOA, 4 del Torneo Regional del Litoral, 3 del Torneo Regional Centro, 2 del Torneo Regional del Oeste y 1 del Torneo Regional Pampeano.
| Club                          | Vía de clasificación                                          |
| ----------------------------- | ------------------------------------------------------------- |
| Huirapuca                     | Campeón del Torneo Regional del Noroeste 2013 (compartido).   |
| Cardenales                    | Campeón del Torneo Regional del Noroeste 2013 (compartido).   |
| Tucumán Rugby Club            | 3.º puesto en el Torneo Regional del Noroeste 2013.           |
| Los Tarcos                    | 4.º puesto en el Torneo Regional del Noroeste 2013.           |
| Universitario de Tucumán      | Campeón Copa de Plata del Torneo Regional del Noroeste 2013.  |
| Santiago Lawn Tennis Club     | Campeón Copa de Bronce del Torneo Regional del Noroeste 2013. |
| Duendes                       | Campeón del Torneo Regional del Litoral 2013.                 |
| Jockey Club de Rosario        | Subcampeón del Torneo Regional del Litoral 2013.              |
| Gimnasia y Esgrima de Rosario | 3.º puesto en el Torneo Regional del Litoral 2013.            |
| Universitario de Rosario      | 4.º puesto en el Torneo Regional del Litoral 2013.            |
| La Tablada                    | Campeón del Torneo Regional Centro 2013.                      |
| Tala                          | Subcampeón del Torneo Regional Centro 2013.                   |
| Jockey Club de Córdoba        | 3.º puesto en el Torneo Regional Centro 2013.                 |
| Los Tordos                    | Campeón del Torneo Regional del Oeste 2013.                   |
| Liceo                         | Subcampeón del Torneo Regional del Oeste 2013.                |
| Mar del Plata Club            | Campeón del Torneo Regional Pampeano 2013.                    |

### Intercambio de plazas
- El Torneo Regional Pampeano perdió una plaza respecto a la temporada anterior (de 2 a 1) debido a la derrota de Sociedad Sportiva de Bahía Blanca en la final por la permanencia del Torneo del Interior A 2012.[17]

- El Torneo Regional del Noroeste recibió una plaza más respecto a la temporada anterior (de 5 a 6) tras la consagración de Huirapuca en el Torneo del Interior B 2012.[18]

## Formato de competencia
En la primera fase los dieciséis participantes se dividieron en cuatro grupos de cuatro cada uno, donde se enfrentan todos contra todos dentro del mismo grupo. Por partido ganado se otorgaron dos puntos, por partido empatado uno y ninguno en caso de derrota. No se otorgó punto bonus.
Una vez finalizada la primera fase, los dos primeros de cada grupo avanzaron a la siguiente fase por el campeonato, donde se ordenaron en duelos de eliminación directa hasta la final, donde quienes perdían quedaban eliminados. El ganador de los duelos se consagró campeón del torneo.
Además, con motivo de la reanudación del Torneo Nacional de Clubes los dos últimos de cada grupo participaron por el noveno puesto en llaves de eliminación directa hasta la final, donde quienes perdían quedaban eliminados. El ganador de los duelos logró el noveno puesto y así la clasificación a la nueva edición del Torneo.

## Primera fase

### Grupo 1
| Pos. | Equipo             | Encuentros | Encuentros | Encuentros | Encuentros | Tantos | Tantos | Tantos | Puntos |
| Pos. | Equipo             | PJ         | PG         | PE         | PP         | F      | C      | Dif    | Puntos |
| ---- | ------------------ | ---------- | ---------- | ---------- | ---------- | ------ | ------ | ------ | ------ |
| 1.º  | La Tablada         | 3          | 3          | 0          | 0          | 103    | 60     | +43    | 6      |
| 2.º  | Tucumán RC         | 3          | 2          | 0          | 1          | 71     | 54     | +17    | 2      |
| 3.º  | Universitario (R)  | 3          | 1          | 0          | 2          | 43     | 62     | -19    | 2      |
| 4.º  | Mar del Plata Club | 3          | 0          | 0          | 3          | 39     | 80     | -41    | 0      |

|  | Clasifica a fase final.                     |
|  | Clasificado a la fase por el noveno puesto. |

Primera fecha
| 7 de septiembre | La Tablada | 27 - 19 | Tucumán RC |                                    |                                    |
|                 |            | Reporte |            | Árbitro(s): Claudio Antonio (Cuyo) | Árbitro(s): Claudio Antonio (Cuyo) |

| 7 de septiembre | Mar del Plata Club | 3 - 11  | Universitario (R) |                                       |                                       |
|                 |                    | Reporte |                   | Árbitro(s): Federico Fioravanti (Sur) | Árbitro(s): Federico Fioravanti (Sur) |

Segunda fecha
| 14 de septiembre | Universitario (R) | 22 - 29 | La Tablada |                                 |                                 |
|                  |                   | Reporte |            | Árbitro(s): Andrés Ramos (Cuyo) | Árbitro(s): Andrés Ramos (Cuyo) |

| 14 de septiembre | Mar del Plata Club | 17 - 22 | Tucumán RC |                                            |                                            |
|                  |                    | Reporte |            | Árbitro(s): Maximiliano Tempesta (Rosario) | Árbitro(s): Maximiliano Tempesta (Rosario) |

Tercera fecha
| 21 de septiembre | La Tablada | 47 - 19 | Mar del Plata Club |                                          |                                          |
|                  |            | Reporte |                    | Árbitro(s): Santiago Altobelli (Tucumán) | Árbitro(s): Santiago Altobelli (Tucumán) |

| 21 de septiembre | Tucumán RC | 30 - 10 | Universitario (R) |                                  |                                  |
|                  |            | Reporte |                   | Árbitro(s): Jason Mola (Córdoba) | Árbitro(s): Jason Mola (Córdoba) |

### Grupo 2
| Pos. | Equipo     | Encuentros | Encuentros | Encuentros | Encuentros | Tantos | Tantos | Tantos | Puntos |
| Pos. | Equipo     | PJ         | PG         | PE         | PP         | F      | C      | Dif    | Puntos |
| ---- | ---------- | ---------- | ---------- | ---------- | ---------- | ------ | ------ | ------ | ------ |
| 1.º  | Tala       | 3          | 2          | 0          | 1          | 97     | 52     | +45    | 4      |
| 2.º  | Duendes    | 3          | 2          | 0          | 1          | 95     | 45     | +50    | 4      |
| 3.º  | Liceo      | 3          | 1          | 0          | 2          | 54     | 130    | -76    | 2      |
| 4.º  | Los Tarcos | 3          | 1          | 0          | 2          | 43     | 62     | -19    | 2      |

|  | Clasifica a fase final.                     |
|  | Clasificado a la fase por el noveno puesto. |

Primera fecha
| 7 de septiembre | Duendes | 59 - 24 | Liceo |                                             |                                             |
|                 |         | Reporte |       | Árbitro(s): Federico Anselmi (Buenos Aires) | Árbitro(s): Federico Anselmi (Buenos Aires) |

| 7 de septiembre | Tala | 22 - 26 | Los Tarcos |                                 |                                 |
|                 |      | Reporte |            | Árbitro(s): Andrés Ramos (Cuyo) | Árbitro(s): Andrés Ramos (Cuyo) |

Segunda fecha
| 14 de septiembre | Los Tarcos | 7 - 25  | Duendes |                                    |                                    |
|                  |            | Reporte |         | Árbitro(s): Claudio Antonio (Cuyo) | Árbitro(s): Claudio Antonio (Cuyo) |

| 14 de septiembre | Tala | 61 - 15 | Liceo |                                      |                                      |
|                  |      | Reporte |       | Árbitro(s): Juan Sylvestre (Rosario) | Árbitro(s): Juan Sylvestre (Rosario) |

Tercera fecha
| 21 de septiembre | Duendes | 11 - 14 | Tala |                                               |                                               |
|                  |         | Reporte |      | Árbitro(s): Francisco Pastrana (Buenos Aires) | Árbitro(s): Francisco Pastrana (Buenos Aires) |

| 21 de septiembre | Liceo | 15 - 10 | Los Tarcos |                                    |                                    |
|                  |       | Reporte |            | Árbitro(s): Carlos Poggi (Rosario) | Árbitro(s): Carlos Poggi (Rosario) |

### Grupo 3
| Pos. | Equipo               | Encuentros | Encuentros | Encuentros | Encuentros | Tantos | Tantos | Tantos | Puntos |
| Pos. | Equipo               | PJ         | PG         | PE         | PP         | F      | C      | Dif    | Puntos |
| ---- | -------------------- | ---------- | ---------- | ---------- | ---------- | ------ | ------ | ------ | ------ |
| 1.º  | Jockey Club (R)      | 3          | 2          | 0          | 1          | 117    | 86     | +31    | 4      |
| 2.º  | Jockey Club (C)      | 3          | 2          | 0          | 1          | 100    | 90     | +10    | 4      |
| 3.º  | Huirapuca            | 3          | 2          | 0          | 1          | 78     | 54     | +24    | 2      |
| 4.º  | Santiago Lawn Tennis | 3          | 0          | 0          | 3          | 51     | 116    | -65    | 2      |

|  | Clasifica a fase final.                     |
|  | Clasificado a la fase por el noveno puesto. |

Primera fecha
| 7 de septiembre | Huirapuca | 22 - 29 | Jockey Club (C) |                                      |                                      |
|                 |           | Reporte |                 | Árbitro(s): Juan Sylvestre (Rosario) | Árbitro(s): Juan Sylvestre (Rosario) |

| 7 de septiembre | Jockey Club (R) | 53 - 22 | Santiago Lawn Tennis |                                         |                                         |
|                 |                 | Reporte |                      | Árbitro(s): Martín Rodriguez (Santa Fe) | Árbitro(s): Martín Rodriguez (Santa Fe) |

Segunda fecha
| 14 de septiembre | Santiago Lawn Tennis | 6 - 10  | Huirapuca |                                  |                                  |
|                  |                      | Reporte |           | Árbitro(s): Jason Mola (Córdoba) | Árbitro(s): Jason Mola (Córdoba) |

| 14 de septiembre | Jockey Club (R) | 45 - 18 | Jockey Club (C) |                                               |                                               |
|                  |                 | Reporte |                 | Árbitro(s): Gustavo Tomanovich (Buenos Aires) | Árbitro(s): Gustavo Tomanovich (Buenos Aires) |

Tercera fecha
| 21 de septiembre | Huirapuca | 46 - 19 | Jockey Club (R) |                                             |                                             |
|                  |           | Reporte |                 | Árbitro(s): Federico Anselmi (Buenos Aires) | Árbitro(s): Federico Anselmi (Buenos Aires) |

| 21 de septiembre | Jockey Club (C) | 53 - 23 | Santiago Lawn Tennis |                                               |                                               |
|                  |                 | Reporte |                      | Árbitro(s): Sebastián Figueroa (Buenos Aires) | Árbitro(s): Sebastián Figueroa (Buenos Aires) |

### Grupo 4
| Pos. | Equipo                 | Encuentros | Encuentros | Encuentros | Encuentros | Tantos | Tantos | Tantos | Puntos |
| Pos. | Equipo                 | PJ         | PG         | PE         | PP         | F      | C      | Dif    | Puntos |
| ---- | ---------------------- | ---------- | ---------- | ---------- | ---------- | ------ | ------ | ------ | ------ |
| 1.º  | Universitario (T)      | 3          | 3          | 0          | 0          | 132    | 56     | +76    | 6      |
| 2.º  | Gimnasia y Esgrima (R) | 3          | 2          | 0          | 1          | 78     | 102    | -24    | 4      |
| 3.º  | Los Tordos             | 3          | 1          | 0          | 2          | 87     | 77     | +10    | 2      |
| 4.º  | Cardenales             | 3          | 0          | 0          | 3          | 63     | 125    | -62    | 0      |

|  | Clasifica a fase final.                     |
|  | Clasificado a la fase por el noveno puesto. |

Primera fecha
| 7 de septiembre | Los Tordos | 24 - 26 | Gimnasia y Esgrima (R) |                                  |                                  |
|                 |            | Reporte |                        | Árbitro(s): Jason Mola (Córdoba) | Árbitro(s): Jason Mola (Córdoba) |

| 7 de septiembre | Cardenales | 16 - 50 | Universitario (T) |                                          |                                          |
|                 |            | Reporte |                   | Árbitro(s): Fernando Martorell (Tucumán) | Árbitro(s): Fernando Martorell (Tucumán) |

Segunda fecha
| 14 de septiembre | Universitario (T) | 29 - 16 | Los Tordos |                                    |                                    |
|                  |                   | Reporte |            | Árbitro(s): Carlos Poggi (Rosario) | Árbitro(s): Carlos Poggi (Rosario) |

| 14 de septiembre | Cardenales | 25 - 28 | Gimnasia y Esgrima (R) |                                         |                                         |
|                  |            | Reporte |                        | Árbitro(s): Martín Rodríguez (Santa Fe) | Árbitro(s): Martín Rodríguez (Santa Fe) |

Tercera fecha
| 21 de septiembre | Los Tordos | 47 - 22 | Cardenales |                                      |                                      |
|                  |            | Reporte |            | Árbitro(s): Juan Sylvestre (Rosario) | Árbitro(s): Juan Sylvestre (Rosario) |

| 21 de septiembre | Gimnasia y Esgrima (R) | 24 - 53 | Universitario (T) |                                    |                                    |
|                  |                        | Reporte |                   | Árbitro(s): Claudio Antonio (Cuyo) | Árbitro(s): Claudio Antonio (Cuyo) |

## Fase final
|  | Cuartos de final       | Cuartos de final |                   |         | Semifinales  | Semifinales  |  |         | Final         | Final         |  |
|  | 28 de septiembre       | 28 de septiembre |                   |         | 5 de octubre | 5 de octubre |  |         | 14 de octubre | 14 de octubre |  |
|  |                        |                  |                   |         |              |              |  |         |               |               |  |
|  |                        |                  |                   |         |              |              |  |         |               |               |  |
|  | Jockey Club (R)        | 8                |                   |         |              |              |  |         |               |               |  |
|  | Jockey Club (R)        | 8                |                   |         |              |              |  |         |               |               |  |
|  | Duendes                | 17               |                   |         |              |              |  |         |               |               |  |
|  | Duendes                | 17               |                   | Duendes | 19           |              |  |         |               |               |  |
|  |                        |                  |                   | Duendes | 19           |              |  |         |               |               |  |
|  |                        |                  | La Tablada        | 17      |              |              |  |         |               |               |  |
|  | La Tablada             | 31               | La Tablada        | 17      |              |              |  |         |               |               |  |
|  | La Tablada             | 31               |                   |         |              |              |  |         |               |               |  |
|  | Jockey Club (C)        | 18               |                   |         |              |              |  |         |               |               |  |
|  | Jockey Club (C)        | 18               |                   |         |              |              |  | Duendes | 36            |               |  |
|  |                        |                  |                   |         |              |              |  | Duendes | 36            |               |  |
|  |                        |                  | Tala              | 6       |              |              |  |         |               |               |  |
|  | Tala                   | 45               | Tala              | 6       |              |              |  |         |               |               |  |
|  | Tala                   | 45               |                   |         |              |              |  |         |               |               |  |
|  | Gimnasia y Esgrima (R) | 17               |                   |         |              |              |  |         |               |               |  |
|  | Gimnasia y Esgrima (R) | 17               |                   | Tala    | 36           |              |  |         |               |               |  |
|  |                        |                  |                   | Tala    | 36           |              |  |         |               |               |  |
|  |                        |                  | Universitario (T) | 27      |              |              |  |         |               |               |  |
|  | Universitario (T)      | 30               | Universitario (T) | 27      |              |              |  |         |               |               |  |
|  | Universitario (T)      | 30               |                   |         |              |              |  |         |               |               |  |
|  | Tucumán RC             | 21               |                   |         |              |              |  |         |               |               |  |
|  | Tucumán RC             | 21               |                   |         |              |              |  |         |               |               |  |
|  |                        |                  |                   |         |              |              |  |         |               |               |  |

Cuartos de final
| 28 de septiembre | Jockey Club (R) | 8 - 17  | Duendes |                                    |                                    |
|                  |                 | Reporte |         | Árbitro(s): Claudio Antonio (Cuyo) | Árbitro(s): Claudio Antonio (Cuyo) |

| 28 de septiembre | La Tablada | 31 - 18 | Jockey Club (C) |                                                 |                                                 |
|                  |            | Reporte |                 | Árbitro(s): Ignacio Iparraguirre (Buenos Aires) | Árbitro(s): Ignacio Iparraguirre (Buenos Aires) |

| 28 de septiembre | Tala | 45 - 17 | Gimnasia y Esgrima (R) |                                          |                                          |
|                  |      | Reporte |                        | Árbitro(s): Santiago Altobelli (Tucumán) | Árbitro(s): Santiago Altobelli (Tucumán) |

| 28 de septiembre | Universitario (T) | 30 - 21 | Tucumán RC |                                               |                                               |
|                  |                   | Reporte |            | Árbitro(s): Francisco Pastrana (Buenos Aires) | Árbitro(s): Francisco Pastrana (Buenos Aires) |

Semifinales
| 5 de octubre | Duendes | 19 - 17 | La Tablada |                                             |                                             |
|              |         | Reporte |            | Árbitro(s): Federico Anselmi (Buenos Aires) | Árbitro(s): Federico Anselmi (Buenos Aires) |

| 5 de octubre | Tala | 36 - 27 | Universitario (T) |                                      |                                      |
|              |      | Reporte |                   | Árbitro(s): Juan Sylvestre (Rosario) | Árbitro(s): Juan Sylvestre (Rosario) |

Final
| 14 de octubre | Duendes | 36 - 6  | Tala |                                               |                                               |
|               |         | Reporte |      | Árbitro(s): Francisco Pastrana (Buenos Aires) | Árbitro(s): Francisco Pastrana (Buenos Aires) |

| Bandera de la Provincia de Santa Fe |
| Duendes Campeón                     |
| Cuarto título                       |

## Eliminatoria por el 9.º puesto
Santiago Lawn Tennis Club ganó la llave por el 9.º puesto, siendo el último clasificado al Torneo Nacional de Clubes 2014, junto a los ocho primeros. Los Tordos, eliminado en cuartos de final de esta llave, finalizó en la última posición del torneo (16.º).
|  | Cuartos de final     | Cuartos de final |                    |                      | Semifinales  | Semifinales  |  |                      | Final         | Final         |  |
|  | 28 de septiembre     | 28 de septiembre |                    |                      | 5 de octubre | 5 de octubre |  |                      | 12 de octubre | 12 de octubre |  |
|  |                      |                  |                    |                      |              |              |  |                      |               |               |  |
|  |                      |                  |                    |                      |              |              |  |                      |               |               |  |
|  | Universitario (R)    | 26               |                    |                      |              |              |  |                      |               |               |  |
|  | Universitario (R)    | 26               |                    |                      |              |              |  |                      |               |               |  |
|  | Santiago Lawn Tennis | 36               |                    |                      |              |              |  |                      |               |               |  |
|  | Santiago Lawn Tennis | 36               |                    | Santiago Lawn Tennis | 30           |              |  |                      |               |               |  |
|  |                      |                  |                    | Santiago Lawn Tennis | 30           |              |  |                      |               |               |  |
|  |                      |                  | Huirapuca          | 29                   |              |              |  |                      |               |               |  |
|  | Huirapuca            | PG               | Huirapuca          | 29                   |              |              |  |                      |               |               |  |
|  | Huirapuca            | PG               |                    |                      |              |              |  |                      |               |               |  |
|  | Los Tarcos           | PP               |                    |                      |              |              |  |                      |               |               |  |
|  | Los Tarcos           | PP               |                    |                      |              |              |  | Santiago Lawn Tennis | 35            |               |  |
|  |                      |                  |                    |                      |              |              |  | Santiago Lawn Tennis | 35            |               |  |
|  |                      |                  | Cardenales         | 31                   |              |              |  |                      |               |               |  |
|  | Liceo                | 22               | Cardenales         | 31                   |              |              |  |                      |               |               |  |
|  | Liceo                | 22               |                    |                      |              |              |  |                      |               |               |  |
|  | Cardenales           | 30               |                    |                      |              |              |  |                      |               |               |  |
|  | Cardenales           | 30               |                    | Cardenales           | 41           |              |  |                      |               |               |  |
|  |                      |                  |                    | Cardenales           | 41           |              |  |                      |               |               |  |
|  |                      |                  | Mar del Plata Club | 8                    |              |              |  |                      |               |               |  |
|  | Los Tordos           | 22               | Mar del Plata Club | 8                    |              |              |  |                      |               |               |  |
|  | Los Tordos           | 22               |                    |                      |              |              |  |                      |               |               |  |
|  | Mar del Plata Club   | 23               |                    |                      |              |              |  |                      |               |               |  |
|  | Mar del Plata Club   | 23               |                    |                      |              |              |  |                      |               |               |  |
|  |                      |                  |                    |                      |              |              |  |                      |               |               |  |

Debido a un conflicto entre jugadores y dirigentes, Los Tarcos no se presentó a jugar a su partido de cuartos de final ante Huirapuca. Por ello se dio el partido por ganado al equipo local.
Cuartos de final
| 28 de septiembre | Universitario (R) | 26 - 36 | Santiago Lawn Tennis |                                        |                                        |
|                  |                   | Reporte |                      | Árbitro(s): Emilio Traverso (Santa Fe) | Árbitro(s): Emilio Traverso (Santa Fe) |

| 28 de septiembre                                                              | Huirapuca | G.P. - P.P. | Los Tarcos |                                          |                                          |
|                                                                               |           | Reporte     |            | Árbitro(s): Fernando Martorell (Tucumán) | Árbitro(s): Fernando Martorell (Tucumán) |
| Los Tarcos no se presentó a jugar, por ello se le dio por ganado a Huirapuca. |           |             |            |                                          |                                          |

| 28 de septiembre | Liceo | 22 - 30 | Cardenales |                                  |                                  |
|                  |       | Reporte |            | Árbitro(s): Jason Mola (Córdoba) | Árbitro(s): Jason Mola (Córdoba) |

| 28 de septiembre | Los Tordos | 22 - 23 | Mar del Plata Club |                                  |                                  |
|                  |            | Reporte |                    | Árbitro(s): Juan Gómez (Córdoba) | Árbitro(s): Juan Gómez (Córdoba) |

Semifinales
| 5 de octubre | Santiago Lawn Tennis | 30 - 29 | Huirapuca |                                  |                                  |
|              |                      | Reporte |           | Árbitro(s): Jason Mola (Córdoba) | Árbitro(s): Jason Mola (Córdoba) |

| 5 de octubre | Cardenales | 41 - 8  | Mar del Plata Club |                                            |                                            |
|              |            | Reporte |                    | Árbitro(s): Maximiliano Tempesta (Rosario) | Árbitro(s): Maximiliano Tempesta (Rosario) |

Final
| 12 de octubre | Santiago Lawn Tennis | 35 - 31 | Cardenales |                                 |                                 |
|               |                      | Reporte |            | Árbitro(s): Andrés Ramos (Cuyo) | Árbitro(s): Andrés Ramos (Cuyo) |